# Paonta Sahib
Paonta Sahib è una città dell'India di 19.087 abitanti, situata nel distretto di Sirmaur, nello stato federato dell'Himachal Pradesh. In base al numero di abitanti la città rientra nella classe IV (da 10.000 a 19.999 persone).

## Geografia fisica
La città è situata a 30° 26' 60 N e 77° 37' 0 E e ha un'altitudine di 388 m s.l.m..

## Società

### Evoluzione demografica
Al censimento del 2001 la popolazione di Paonta Sahib assommava a 19.087 persone, delle quali 10.237 maschi e 8.850 femmine. I bambini di età inferiore o uguale ai sei anni assommavano a 2.459, dei quali 1.329 maschi e 1.130 femmine. Infine, coloro che erano in grado di saper almeno leggere e scrivere erano 14.418, dei quali 8.083 maschi e 6.335 femmine.